# Ehregott Andreas Wasianski

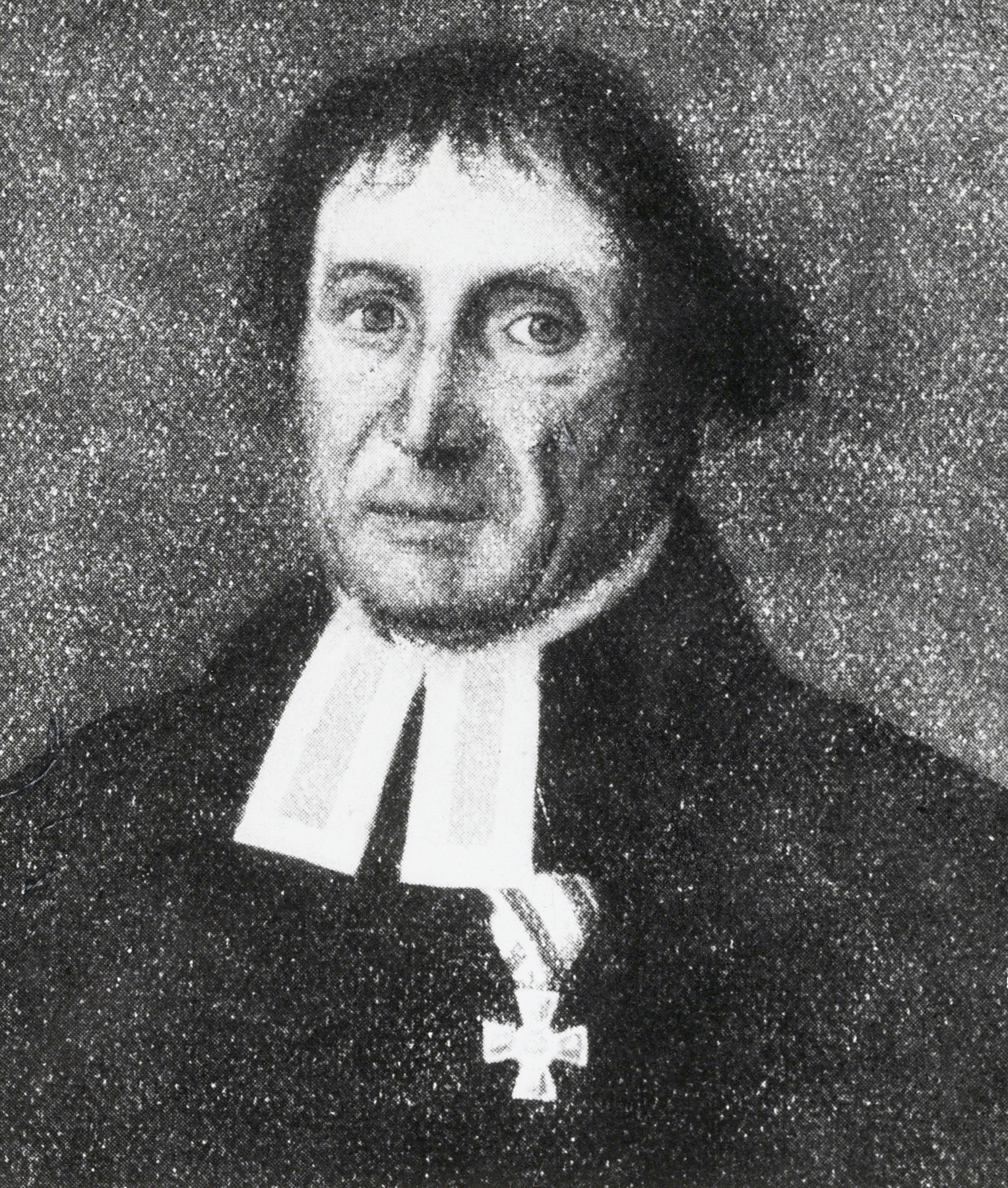
Ehregott Andreas Christoph Wasianski

Ehregott Andreas Christoph Wasianski (* 3. Juli 1755 in Königsberg; † 17. April 1831 ebenda) war ein deutscher Theologe.

## Leben
Wasianski studierte an der Albertus-Universität Königsberg zunächst Medizin und dann Evangelische Theologie. 1780 wurde er Kantor an der Tragheimer Kirche, 1786 Diakon und 1808 wurde er Pfarrer dort. Wasianski wurde bekannt als Immanuel Kants Amanuensis der letzten Lebensjahre. Er war dessen Betreuer, Verwalter seines Hausstandes wie seines Vermögens. Er schrieb darüber 1804 eine aufschlussreiche Schrift. Mit dem Mechanikus Grabrecht erfand er den Bogenflügel. Doch sind von diesem nur zwei Instrumente gebaut worden.